# Чемпионат мира по бегу по пересечённой местности 1976
Чемпионат мира по бегу по пересечённой местности 1976 года прошёл 28 февраля 1976 года в городе Чепстоу, Уэльс.
Всего было проведено 4 забега — мужчины, женщины, а также забеги юниоров и юниорок. Также разыгрывались победители в командном первенстве — складывались результаты участников от страны и по сумме наименьшего времени определялись чемпионы.

## Результаты

### Мужчины
| Место | Имя            | Гражданство | Время 0(м.с) |
| ----- | -------------- | ----------- | ------------ |
| 1     | Карлос Лопеш   | Португалия  | 34.48        |
| 2     | Тони Симмонс   | Англия      | 35.04        |
| 3     | Берни Форд     | Англия      | 35.07        |
| 4     | Карел Лисмонт  | Бельгия     | 35.08        |
| 5     | Детлеф Улеманн | ФРГ         | 35.09        |
| 6     | Энн Селлик     | СССР        | 35.17        |
| 7     | Гари Таттл     | США         | 35.19        |
| 8     | Франко Фава    | Италия      | 35.21        |